# Richard Russell
Richard Brevard Russell, Jr., född 2 november 1897 i Winder, Georgia, död 21 januari 1971 i Washington, D.C., var en amerikansk politiker (demokrat). Han var guvernör i delstaten Georgia 1931-1933. Han representerade Georgia i USA:s senat från 1933 fram till sin död. Han var medlem i Warrenkommissionen.
Russell avlade 1918 juristexamen vid University of Georgia. Han efterträdde 33 år gammal den 27 juni 1931 Lamartine Griffin Hardman som guvernör i Georgia. Senator William J. Harris avled 1932 i ämbetet och Russell utnämnde John S. Cohen till senaten. Cohen kandiderade inte i fyllnadsvalet som Russell vann. Han tillträdde som senator för Georgia i januari 1933. Russell efterträddes som guvernör av Eugene Talmadge.
Russell var först en anhängare av Franklin D. Roosevelts New Deal-reformer. Han ändrade sin åsikt med åren om en del av reformerna, även om han fortsatte att försvara vissa av dem. Han blev en ledande gestalt i Conservative Coalition, den konservativa koalition som bestod av sydstatsdemokrater och republikaner, vilka tillsammans hade majoritet i senaten.
Russell profilerade sig som en förespråkare för rassegregeringen. Han stödde inte Strom Thurmonds kandidatur i presidentvalet i USA 1948 men han uppfattade att lagstiftningen om afroamerikanernas medborgerliga rättigheter på federal nivå stred mot USA:s konstitution och sydstaternas rätt till fortsatt segregering. Han kandiderade i demokraternas primärval inför presidentvalet i USA 1952. Demokraterna i nordstaterna kunde inte acceptera Russells rasism, vilket bidrog till att han var praktiskt taget chanslös i valet. 99 sydstatsdemokrater och 2 republikaner undertecknade år 1956 Southern Manifesto i protest mot afroamerikanernas ökade medborgerliga rättigheter. Thurmond hade skrivit den ursprungliga versionen och den slutgiltiga versionen skrevs i huvudsak av Russell. Enligt manifestet hade USA:s högsta domstol missbrukat sin makt i fallet Brown v. Board of Education. Rassegregeringen upphörde, steg för steg, trots Russells proterster.
Russell var ordförande i senatens försvarsutskott 1955-1969 och därefter tillförordnad talman i senaten, president pro tempore of the United States Senate, från 1969 fram till sin död.
Russell avled 1971 i ämbetet och gravsattes på familjekyrkogården i Winder. Han efterträddes som senator av David H. Gambrell.